# Ибрагимов, Марсель Рафаэлевич
Марсель Рафаэлевич Ибрагимов (род. 4 августа 1997) — российский хоккеист, защитник.

## Биография
В 2011 году перешёл из школы «Ак Барса» в «Динамо» Москва. В 2014 году был выбран на драфте КХЛ минским «Динамо», но получил предложение из Северной Америки и уехал в клуб WHL «Эдмонтон Ойл Кингз», за который провёл один матч. Так как в команде юниорской лиги не могут играть больше двух европейцев, то был обменян в «Викторию Ройалс», где отыграл три сезона. В 2017 году подписал контракт с ЦСКА. 19 декабря 2017 года дебютировал в КХЛ, проведя дома против «Трактора» (3:1) единственный матч в лиге в сезоне.